# گریس آسانتیوا
گریس آسانتیوا (انگلیسی: Grace Asantewaa؛ زادهٔ ۵ دسامبر ۲۰۰۰) بازیکن فوتبال اهل غنا است.
وی همچنین در تیم ملی فوتبال زنان غنا بازی کرده‌است.